# Villa Bonelli (Roma)
La villa Bonelli è una villa di Roma inserita in un ampio parco nella parte alta del quartiere Portuense. Da essa si ha uno sguardo panoramico sulla città.

## Storia
La villa, risalente all'Ottocento, era inizialmente nota come villa Balzani dal nome del suo primo proprietario. Nel 1925 venne acquistata dall'ingegnere Bonelli che la fece ristrutturare secondo il proprio gusto, apportando sensibili cambiamenti anche al parco circostante in cui venne creata una serra per la coltivazione di fiori e piante esotiche. Vennero poi realizzate anche altre strutture come fontane e vialetti per rendere più gradevole l'aspetto e l'uso. Alla fine del XX secolo passò nella disponibilità del comune di Roma ed oggi è adibita a sede della XI Municipalità.